# Капловиц, Ральф
Ральф Капловиц (англ. Ralph Kaplowitz;  18 мая 1919, Бронкс, Нью-Йорк — 2 февраля 2009, Куинс, Нью-Йорк) — американский профессиональный баскетболист, выступавший в Американской баскетбольной лиге и Баскетбольной ассоциации Америки, за команды «Джерси Редс», «Филадельфия СФХАс», «Нью-Йорк Никс», «Филадельфия Уорриорз», «Хартфорд Харрикейнз» и «Бриджепорт Ройсслерс». Играл на позиции атакующего защитника. До войны был капитаном университетского клуба. Ральф становился чемпионом БАА в 1947 году, с командой «Филадельфия Уорриорз».

## Карьера

### Филадельфия СФХАс
После окончания Второй мировой войны Капловиц окончил службу в армии и вернулся в Нью-Йоркском университет, чтобы окончить высшее образование. После этого он подписал контракт с клубом Американской баскетбольной лиги, «Филадельфия СФХАс», в котором набирал по 10,6 очков в среднем за игру.

### Нью-Йорк Никс
В августе 1946 года Капловиц получил телеграмму от владельца клуба «Нью-Йорк Никс», Неда Ириша. В ней он написал о том, что клуб заинтересован в нём, получив $ 6500.
1 ноября 1946 года в Торонто, Канада, 27-летний Капловиц сыграл в составе «Нью-Йорк Никс», в самом первом матче НБА, против местной команды «Торонто Хаскис». Матч закончился победой гостей, со счетом 68-66.
В то время Капловиц был не единственным евреем в команде. На домашних матчах в Мэдисон-сквер-гардене на трибунах были хорошо слышны антисемитские кричалки. В середине сезона «Нью-Йорк Никс» продал Ральфа в команду «Филадельфия Уорриорз», которую тренировал Эдди Готтлиб.

### Филадельфия Уорриорз
Капловиц играл вторую половину сезона 1946/1947 за «Филадельфия Уорриорз», которые в полуфинале обыграли бывшую команду Ральфа, «Нью-Йорк Никс», и вышли в финал. В финале «Уорриорз» обыграли «Чикаго Стэгс» со счётом 4-1 в серии, тем самым выиграв самый первый сезон БАА.
В следующем сезоне «Уорриорз» снова вышли в финал, но там они проиграли «Балтимор Буллетс» со счетом 2-4 в серии. С 1948 по 1952 годы Ральф не играл в баскетбол на профессиональном уровне. В 1952 году Капловиц вернулся в АБЛ, в клуб «Хартфорд Харрикейнз». Не отыграв в нём и года, перешёл в другой клуб АБЛ, «Бриджпорт Росслерс», в котором закончил свою профессиональную карьеру.

## Статистика

### Статистика в НБА
| Сезон                                                                                    | Команда              | Регулярный сезон | Регулярный сезон | Регулярный сезон | Регулярный сезон | Регулярный сезон | Регулярный сезон | Регулярный сезон | Регулярный сезон | Регулярный сезон | Регулярный сезон | Регулярный сезон | Серия плей-офф | Серия плей-офф | Серия плей-офф | Серия плей-офф | Серия плей-офф | Серия плей-офф | Серия плей-офф | Серия плей-офф | Серия плей-офф | Серия плей-офф | Серия плей-офф |
| Сезон                                                                                    | Команда              | GP               | GS               | MPG              | FG%              | 3P%              | FT%              | RPG              | APG              | SPG              | BPG              | PPG              | GP             | GS             | MPG            | FG%            | 3P%            | FT%            | RPG            | APG            | SPG            | BPG            | PPG            |
| ---------------------------------------------------------------------------------------- | -------------------- | ---------------- | ---------------- | ---------------- | ---------------- | ---------------- | ---------------- | ---------------- | ---------------- | ---------------- | ---------------- | ---------------- | -------------- | -------------- | -------------- | -------------- | -------------- | -------------- | -------------- | -------------- | -------------- | -------------- | -------------- |
| 1946/47                                                                                  | Нью-Йорк             | 27               |                  |                  | 25,9             |                  | 73,2             |                  | 0,9              |                  |                  | 7,2              | Не участвовал  | Не участвовал  | Не участвовал  | Не участвовал  | Не участвовал  | Не участвовал  | Не участвовал  | Не участвовал  | Не участвовал  | Не участвовал  | Не участвовал  |
| 1946/47                                                                                  | Филадельфия Уорриорз | 30               |                  |                  | 29,1             |                  | 73,8             |                  | 0,4              |                  |                  | 7,0              | 10             |                |                | 22,4           |                | 81,5           |                | 0,6            |                |                | 6,6            |
| 1947/48                                                                                  | Филадельфия Уорриорз | 48               |                  |                  | 24,3             |                  | 78,3             |                  | 0,4              |                  |                  | 3,9              | 13             |                |                | 34,4           |                | 75,9           |                | 0,5            |                |                | 6,6            |
|                                                                                          | Всего                | 105              |                  |                  | 26,3             |                  | 74,9             |                  | 0,5              |                  |                  | 5,6              | 23             |                |                | 28,3           |                | 78,6           |                | 0,6            |                |                | 6,6            |
| Наведите курсор мыши на аббревиатуры в заголовке таблицы, чтобы прочесть их расшифровку. |                      |                  |                  |                  |                  |                  |                  |                  |                  |                  |                  |                  |                |                |                |                |                |                |                |                |                |                |                |